# 基王
基王（もといおう）は、日本の皇族。聖武天皇の第1皇子。基皇子（もといのみこ）とも。

## 生涯
聖武天皇と夫人の光明子の間の皇子として誕生する。皇統を継ぐ男児を得た天皇の喜びは大きく、生後わずか32日、11月2日（12月22日）には皇太子に立てられた。
当時は後の摂関政治定着後は常例となった幼帝の即位の例はなく、天皇はもちろん皇太子にも成人であることが求められており、当時としては異例の若さでの立太子であった。これは、皇子にとっては曽祖父に当たる草壁皇子からの直系としての立場を固めており、若い皇太子に異を唱える近親の最近親の皇族がいなかったことが理由と思われる。そして、立太子と同日には臣下の貴族の嫡子に絁を賜与されており、ともに「累世の家」の長久を寿ぐ意図があったものと思われる。ただし、この考え方には異論もあり、聖武天皇の生母が非皇族の藤原氏であったことが、天皇としての正統性を揺るがしかねない弱点となっており、その弱点を克服するためにも自らも藤原氏の后妃や夫人が生んだ皇子を後継者に立てて皇位を継承させ、藤原氏出身の生母を持つ天皇の即位を定着させたいという動機があったという説もある。また、光明子の生家である藤原氏は、前元正朝以来の皇親政治からの巻き返しを図ろうとしており、惣領の藤原武智麻呂（光明子の兄）の主導もあったものと思われる。
しかし、基王は翌神亀5年に病気となり、9月13日（728年10月20日）、生後1年足らずで夭折した。その早すぎる死は、現代の視点から見れば、古代の天皇家で神聖さを維持するために代々繰り返されてきた近親婚の結果として、天武天皇の男系子孫の多くが抱えた遺伝病もしくは虚弱体質であったことが影響しているといわれる。だが、当時、左大臣として朝廷を主宰していた長屋王（天皇の義伯父）が以前から行っていた大般若経の写経を終えており、気落ちする天皇は長屋王の呪詛が原因であると認識、皇親政治の打破を目論む武智麻呂が焚きつけた結果、疑獄事件である長屋王の変へとつながってゆくことになる。また、聖武天皇の叔母で長屋王の妻であった吉備内親王も草壁皇子の直系としての資格を有しており（姉の氷高内親王は元正天皇として即位している）、血筋だけで論じれば皇族同士の婚姻である長屋王と吉備内親王の間の子供の方が聖武天皇よりも天皇に相応しいという主張が成立する可能性もあった。聖武天皇にとっては長屋王と吉備内親王及びその子供たちの存在自体が自身の皇位の正統性を脅かすものになっており、たとえそれが過剰反応であったとしても皇子の死が長屋王らを排除して自らの皇位の正統性を守るための行動に踏み切らせる動機となったとする見方もある。
なお、聖武天皇は基王の没後にその菩提を弔うため「山房」を設けたが、この山房は金鐘寺（金鍾寺）を経て、やがて東大寺へ改組発展していった。

## 陵墓
奈良県奈良市法蓮町字大黒ケ芝に所在する「那富山墓」に治定される。「続日本紀」神亀４年閏９月丁卯条に「皇子誕生焉」とあり、神亀５年９月条に「丙午。皇太子薨。壬子。葬於那富山。時年二。天皇甚悼惜焉。為之廃朝　三日。為太子幼弱。不具喪礼」とある。現治定地は江戸時代に元明天皇陵と混同された所で黒髪山の丘陵地の支丘上にある。東西約６m・南北約９mの低い方墳状を呈する。現在墳丘周囲に石柵をめぐらすが、その四隅に人身獣頭を陰刻した方柱状の石が埋めてあるという。この石は藤貞幹が隼人石と呼び、ほかに犬石・七匹狐などの呼び名がある。現在３石が現存し北西隅の１石は立像で杖をつき、上部に北の字を刻す。ほかは踞像と不詳像で各々上部に東と南を線刻している。この彫刻石像は、韓国新羅の角丁墓・掛陵にみえる十二支護石と似ており、もとは墳丘の東西南北の隅に立てた十二支肖像とのみかたが有力である。

## 学説
諱について
『本朝皇胤紹運録』にはただ「親王」とのみ掲げられており、その説明書きとして「諱基王」と記されていることから、これは「諱某王」の誤記であり、実名は不明であるとする説もある。「基」と命名されたのであれば、まだ親王宣下の慣行が存在しない当時、誕生とともに自動的に「基親王」とされたはずだからである。『一代要記』は「基王」と記しているが、『大日本史』は誤記説を採用している。

## 系譜
- 父：聖武天皇
- 母：光明皇后
- 同母姉：孝謙天皇
- 異母兄弟姉妹：井上内親王・不破内親王・安積親王

## 墓・霊廟
死後は那保山（なほやま）に葬られ、奈良市法蓮佐保山3丁目の「那富山墓」と呼ばれる塚が陵墓と伝わる。
また皇居では、皇霊殿（宮中三殿の1つ）において他の歴代天皇・皇族とともに皇太子の霊が祀られている。